# بوريفوي تشينيتش
بوريفوي تشينيتش (بالصربية السيريلية: Боривоје "Бора" Ценић، وبالإنجليزية: Borivoje Cenić) (25 سبتمبر 1930 – 13 يناير 2021) لاعب ومدرب محترف في كرة السلة من صربيا.

## الإنجازات المهنية
- بطل الدوري اليوغوسلافي لكرة السلة للسيدات: 4 مرات (مع نادي رادنيتشكي بلغراد لكرة السلة للسيدات[الإنجليزية]: 1964، 1965، 1966، 1968)[1][2][3]
- جائزة سلوبودان بيفا إيفكوفيتش للإنجاز مدى الحياة (2002)